# Machús Osinaga
María Jesús Osinaga Osso (27 de setembre de 1967) és una periodista espanyola.

## Trajectòria professional
Els seus inicis professionals més coneguts van ser com a reportera al programa de televisió Esta noche cruzamos el Mississippi (1996-1997) a Telecinco, sota les ordres de Pepe Navarro en els platons de les quals va coincidir amb personals que passarien a l'imaginari col·lectiu dels espanyols, com la cèlebre transsexual La Veneno. D'aquesta etapa va tenir també repercussió, entre d'altres, el reportatge que va realitzar a l'Aeroport de Barajas de Madrid, en ocasió de l'arribada a Espanya de la banda britànica Take That i en el qual va tenir ocasió de mostrar als espectadors el costat més fosc i vergonyós de l'anomenat fenomen fan.
Amb posterioritat es va incorporar a la plantilla de Radiotelevisió Espanyola —sent treballadora fixa d'RTVE des de 2007—, i va col·laborar a espais com Cine de barrio al costat de José Manuel Parada, La mandrágora, La 2 noticias, Mi reino por un caballo i ¡Atención obras!. Especialitzada en periodisme cultural, des de 2016 col·labora al programa sobre actualitat cinematogràfica Historia de nuestro cine de La 2.
En 2020 salta a l'actualitat amb motiu de la sèrie Veneno, sobre la vida de Cristina Ortiz i que recrea els anys en què es va emetre Esta noche cruzamos el Mississippi, amb l'actriu Ester Expósito donant vida al personatge d'Osinaga. En la producció ella mateixa fa un cameo interpretant-se a si mateixa.
Des de gener de 2022, dirigexi Cine de barrio a Televisión Española, programa en el que va col·laborar 25 anys enrere.